# MYOC
MYOC (англ. Myocilin) – білок, який кодується однойменним геном, розташованим у людей на короткому плечі 1-ї хромосоми.  Довжина поліпептидного ланцюга білка становить 504 амінокислот, а молекулярна маса — 56 972.
| 10         |  | 20         |  | 30         |  | 40         |  | 50         |
| ---------- |  | ---------- |  | ---------- |  | ---------- |  | ---------- |
| MRFFCARCCS |  | FGPEMPAVQL |  | LLLACLVWDV |  | GARTAQLRKA |  | NDQSGRCQYT |
| FSVASPNESS |  | CPEQSQAMSV |  | IHNLQRDSST |  | QRLDLEATKA |  | RLSSLESLLH |
| QLTLDQAARP |  | QETQEGLQRE |  | LGTLRRERDQ |  | LETQTRELET |  | AYSNLLRDKS |
| VLEEEKKRLR |  | QENENLARRL |  | ESSSQEVARL |  | RRGQCPQTRD |  | TARAVPPGSR |
| EVSTWNLDTL |  | AFQELKSELT |  | EVPASRILKE |  | SPSGYLRSGE |  | GDTGCGELVW |
| VGEPLTLRTA |  | ETITGKYGVW |  | MRDPKPTYPY |  | TQETTWRIDT |  | VGTDVRQVFE |
| YDLISQFMQG |  | YPSKVHILPR |  | PLESTGAVVY |  | SGSLYFQGAE |  | SRTVIRYELN |
| TETVKAEKEI |  | PGAGYHGQFP |  | YSWGGYTDID |  | LAVDEAGLWV |  | IYSTDEAKGA |
| IVLSKLNPEN |  | LELEQTWETN |  | IRKQSVANAF |  | IICGTLYTVS |  | SYTSADATVN |
| FAYDTGTGIS |  | KTLTIPFKNR |  | YKYSSMIDYN |  | PLEKKLFAWD |  | NLNMVTYDIK |
| LSKM       |  |            |  |            |  |            |  |            |

A: Аланін

C: Цистеїн

D: Аспарагінова кислота

E: Глутамінова кислота

F: Фенілаланін

G: Гліцин

H: Гістидин

I: Ізолейцин

K: Лізин

L: Лейцин

M: Метіонін

N: Аспарагін

P: Пролін

Q: Глутамін

R: Аргінін

S: Серин

T: Треонін

V: Валін

W: Триптофан

Задіяний у такому біологічному процесі як поліморфізм. 
Білок має сайт для зв'язування з іонами металів, іоном кальцію. 
Локалізований у мембрані, мітохондрії, внутрішній мембрані мітохондрії, позаклітинному матриксі, ендоплазматичному ретикулумі, клітинних відростках, війках, цитоплазматичних везикулах, зовнішній мембрані мітохондрій, апараті гольджі.
Також секретований назовні.